# Cuglieri
Cuglieri település Olaszországban, Szardínia régióban, Oristano megyében. Lakosainak száma 2468 fő (2023. január 1.). Cuglieri Narbolia, Santu Lussurgiu, Seneghe, Sennariolo, Scano di Montiferro és Tresnuraghes községekkel határos.

## Népesség
A település lakossága az elmúlt években az alábbi módon változott:

| 2018 | 2 649 |
| 2023 | 2 468 |